# Operació Llàgrima
L'Operació Llàgrima (en anglès Operation Teardrop) va ser una operació militar duta a terme per la Marina dels Estats Units entre abril i maig de 1945 per enfonsar diversos submarins alemanys que s'acostaven a la costa est dels Estats Units i que es creia que transportaven bombes volants V-1. Alemanya havia amenaçat els Estats Units d'atacar Nova York amb bombes V-1 i míssils V-2, però després de la guerra es va constatar que els submarins no portaven artefactes d'aquest tipus.
L'operació es va començar a planejar a finals de 1944 com a resposta a informes d'intel·ligència que afirmaven que Alemanya estava preparant un grup de submarins armats amb míssils. Es van preparar dos contingents antisubmarins. El pla va ser executat l'abril de 1945 després que diversos U-Boot tipus IX sortissin de Noruega en direcció als Estats Units. Malgrat que les condicions meteorològiques adverses van reduir l'efectivitat dels quatre portaavions d'escorta implicats, la gran quantitat de destructors desplegats van detectar i capturar la majoria de submarins alemanys. Les forces aèries canadenques també van participar en l'operació.
Cinc dels set submarins del grup en disposició d'atacar als EUA van ser enfonsats, dels quals quatre amb tota la seva tripulació. 33 tripulants i especialistes de l'U-546 van ser capturats i interrogats violentament. Un destructor d'escorta va ser enfonsat amb la pèrdua de la major part de la seva tripulació. La guerra va acabar poc després i tots els supervivents alemanys es van rendir. L'interrogatori de la tripulació va revelar que els submarins no disposaven d'equip de llançament de míssils.

## Antecedents
A finals de 1944, els aliats van rebre informes d'intel·ligència que suggerien que la Marina alemanya estava planejant utilitzar bombes volants V-1 llençades des de submarins per atacar les ciutats de la costa est dels Estats Units. Al setembre del mateix any, Oscar Mantel, un espia capturat pels Estats Units quan el submarí que el transportava a Maine va ser enfonsat, va explicar als interrogadors del FBI que s'estaven preparant diversos U-Boots amb míssils. Els analistes de la desena flota dels Estats Units van analitzar aleshores fotografies de muntatges inusuals en submarins en diverses bases noruegues però van concloure que es tractava de rails per carregar torpedes. Més tard aquell mateix any van sorgir nous rumors de submarins armats amb míssils, particularment alguns de Suècia, proporcionats pel Quarter General Suprem Aliat de la Força Expedicionària. L'almirallat britànic va desestimar els informes afirmant que, malgrat que els V-1 podrien ser muntats en els U-Boot tipus IX, difícilment els alemanys hi dedicarien els seus escassos recursos.
Malgrat l'opinió contrària dels analistes de la desena flota i de l'almirallat, els militars i el govern estatunidenc seguien preocupats pel fet que els alemanys estiguessin planejant represàlies contra les ciutats americanes de la costa est. A principis de novembre de 1944, el comandament americà Eastern Sea Frontier va programar una recerca intensiva de submarins en un rang de 400 kilòmetres de Nova York. A principis del desembre de 1944, els espies William Colepaugh i Erich Gimpel, que havien estat capturats a Nova York, on justament havien arribat portats per un submarí, van confessar que Alemanya estava preparant un grup de submarins equipats amb coets. El 10 de desembre, l'alcalde de Nova York, Fiorello La Guardia, va admetre públicament que Alemanya estava valorant la possibilitat d'atacar Nova York amb míssils de llarg abast. Tant les declaracions de La Guardia com les confessions dels espies van tenir una gran cobertura als mitjans. Malgrat això, el Departament de Guerra dels Estats Units, dominat per l'Exèrcit, va advertir al president Roosevelt que el risc de rebre un atac d'aquest tipus era tan baix que no justificava desviar recursos d'altres fonts. Aquest advertiment no era compartit per la Marina.

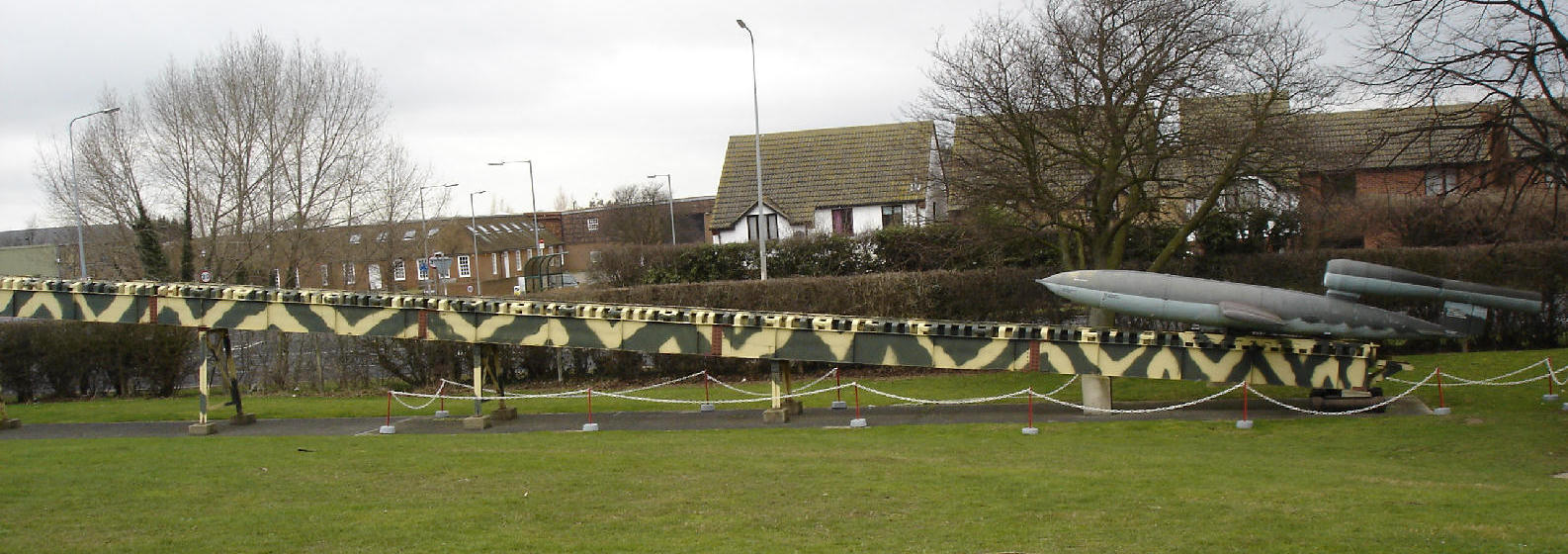
Una V-1 en una rampa de llançament al Museu Imperial de la Guerra de Duxford

Com a resposta a l'amenaça, la Flota Americana de l'Atlàntic va preparar un pla per defensar la costa est dels atacs aeris i dels míssils. Aquest pla es va anomenar originalment "Operació Borinot" (Operation Bumblebee) i més tard "Operació Llàgrima" (Operation Teardrop). Completat el 6 de gener de 1945, el pla incloïa diversos operatius antisubmarí de la marina, les Forces Aèries de l'Exèrcit dels Estats Units i l'Exèrcit, responsables d'abatre els possibles avions o míssils alemanys. La peça central del pla era la formació de dues grans forces navals que operarien al centre de l'Atlàntic com a barrera contra submarins que s'acostessin a la costa est dels Estats Units. Aquestes forces es componien de diversos combois i utilitzaren l'Estació Naval Argentia, a Terranova, com a base d'operacions. A més de protegir la costa, aquest operatiu també es destinaria a combatre els nous Submarins del tipus XXI si començaven a operar a l'Atlàntic Central. El comandant de la flota de l'Atlàntic, el vicealmirall Jonas H. Ingram, va oferir una roda de premsa el 8 de gener en la qual va advertir que hi havia un perill real de ser atacats amb míssils i va anunciar el desplegament d'una gran força de defensa marítima.
El gener de 1945, el ministre alemany d'Armament i Producció Militar, Albert Speer, va fer un míting propagandístic en el qual advertia que els V-1 i V-2 "caurien sobre Nova York a partir de l'1 de febrer", incrementant la preocupació estatunidenca envers l'atac. No obstant això, els alemanys no tenien la capacitat de llençar míssils des dels seus submarins, ja que els seus dos intents de fabricar coets submarins havien fracassat. El juny de 1942, es van fer proves amb el submarí U-511 per tal d'equipar-lo amb coets submarins de curt abast, però es van acabar a principis de 1943, ja que se'n reduïa la navegabilitat. Els alemanys també van començar a desenvolupar un remolc de submarí que podria transportar els V-2 el novembre de 1944. Quan estiguessin completats, aquests remolcs podrien ser transportats a una posició pròxima a la costa est per atacar Nova York. Es va començar a construir un prototip a Stettin (actual Szczecin) entre març i abril de 1945 que no es va avançar gaire abans de la derrota alemanya, però encara que s'haguessin completat, és difícil que el sistema hagués arribat a funcionar.

## Batalla

### Desplegaments inicials

L'USS Croatan ancorat al Riu Hudson prop de Nova York l'octubre de 1945.

Nou U-Boot tipus IX van salpar de Noruega per patrullar prop del Canadà i els Estats Units el març de 1945 per atacar vaixells. El propòsit d'aquest desplegament era distreure les forces anti-submarines americanes i apartar-les de les aigües britàniques. En aquestes aigües va ser on es van desenvolupar la majoria d'operacions alemanyes a principis de 1945, però les greus baixes els havien forçat a suspendre les operacions a finals de març. El 12 d'abril els submarins U-518, U-546, U-805, U-858, U-880, U-881 i U-1235 (coneguts com el Grup Peix Llop) van posar rumb a Nova York i més al sud, mentre que l'U-530 i l'U-548 es van dirigir a aigües canadenques.
Els aliats eren conscients d'aquesta expedició i el seu destí mitjançant informació reunida a través del desencriptament de la Màquina Enigma. El vicealmirall Ingram i la desena flota van concloure que els submarins del Grup Peix Llop portaven V-1 i, com a resposta, van llençar l'Operació Llàgrima. Els vaixells de la Primera Força de Barrera, que comprenien una vintena de destructors d'escorta van sortir de Hampton Roads entre el 25 i el 27 de març, van aturar-se a Argentia a proveir-se de carburant i es van reunir al Cap Rest l'11 d'abril. Dotze dels destructors es van desplegar en una línia de 190 kilòmetres enmig d'un fort temporal que va obligar fins i tot a suspendre la cerimònia funeral prevista per homenatjar el president Roosevelt, mort el 12 d'abril.
El comandament alemany ordenà al Grup Peix Llop atacar els combois que es trobessin. Malgrat això no van trobar objectius, atès que els aliats havien enviat els combois més al sud per evitar els submarins i el mal temps. Els submarins alemanys van arribar a les seves posicions finals a l'est del Gran banc de Terranova el 8 d'abril. El comandament alemany va assignar 12 rutes diferents d'exploració als submarins entre el 2 i el 19 d'abril. Els senyals de ràdio que dirigien el desplegament podien ser desencriptades pels aliats, que van obtenir així informació precisa de les àrees d'operació dels submarins.

### Accions del Primer Grup de Barrera
Just abans de la mitjanit del 15 d'abril, l'USS Stanton va detectar l'U-1235 al radar, a una posició d'uns 800 kilòmetres al nord de Flores, a les Illes Açores. Immediatament va atacar-lo amb el morter anti-submarí (anomenat eriçó), però el submarí va submergir-se i s'escapà. Ajudat per l'USS Frost, el Stanton va detectar el submarí amb el sonar i va atacar-lo tres cops més. El tercer atac, el dia 16 d'abril a les 00:33h, va aconseguir enfonsar el submarí matant tota la tripulació. Poc després el Frost va detectar l'U-880 amb el radar mentre intentava escapar-se. Després d'il·luminar-lo amb obusos i projectors, el destructor obrí foc amb els seus projectils Bofors 40 mm des d'uns 600 metres de distància a les 02:29. El submarí va submergir-se ràpidament, però va ser seguit pels sonars del Stanton i el Frost. Els dos vaixells van fer diversos atacs amb eriçons, fins que finalment van enfonsar el submarí a les 04:04. No hi hagué supervivents. Els dos U-Boot van explotar molt fort després d'haver estat tocats pels projectils, incrementant la por que efectivament portessin míssils, i provocant que els efectius americans intensifiquessin els esforços per destruir els submarins restants.
El Primer Grup de Barrera va dirigir-se a l'oest després de destruir l'U-1235 i l'U-880. Diversos B-24 Liberators, equipats amb llums Leigh Light, van localitzar l'U-805 a la superfície durant les nits del 18 i 19 d'abril. El submarí es trobava únicament a uns 80 kilòmetres del Mission Bay i els seus escortes, però no va ser atacat, ja que els avions van ser incapaços de determinar si aquest era hostil abans de submergir-se. Durant la nit del 20 d'abril, l'U-546 provà de torpedejar un destructor americà, però fallà. La nit següent, l'USS-Mosley va detectar l'U-805, però aquest va aconseguir escapar després de ser atacat amb càrregues de profunditat per l'USS Mosley, l'USS Lowe i l'USS J.R.Y. Blakely durant dues hores.
El Primer Grup de Barrera va aconseguir el seu darrer èxit la nit del 21 al 22 d'abril, just abans de la mitjanit, quan l'USS Carter va detectar l'U-518 amb el sonar. L'USS Neal A. Scott l'acompanyà i feu el primer atac amb eriçó. Posteriorment el Carter va repetir l'atac que enfonsà l'U-518 sense deixar supervivents. En aquell moment, el Primer Grup de Barrera tornava a la base d'Argentia i eren rellevats pel Segon Grup.
Malgrat que l'Operació Llàgrima es va fer a l'Atlàntic Nord, on el Canadà tenia una responsabilitat primordial, Ingram no va buscar el suport de la Royal Canadian Navy en cap moment de l'operació. Encara més, Ingram no va informar als canadencs de la situació fins a l'enfonsament de l'U-518. No obstant això, els avions de la Royal Canadian Air Force van llençar patrulles ofensives en suport del desplegament estatunidenc, i tant la marina com la força aèria van intensificar les patrulles costaneres a Nova Escòcia.

### Accions del Segon Grup de Barrera
El Segon Grup de Barrera estava format pels portaavions d'escorta USS Bogue i USS Core i 22 destructors d'escorta. El Bogue i 10 destructors havien sortit de Quonset Point (Rhode Island) el 16 d'abril mentre que el Core i els altres 12 destructors havien sortit de les Bermudes i d'altres localitzacions. El grup va quedar inicialment estacionat al voltant del 45è meridià oest en una línia d'uns 170 kilòmetres navegant en direcció est. La línia estava composta per 14 destructors separats entre si per una distància d'uns 8 kilòmetres, amb el Core a l'extrem nord i el Bogue al sud.
La nit del 22 al 23 d'abril, el comandament alemany va dissoldre el Grup Peix Llop i va dirigir els tres submarins restants a ocupar posicions entre Nova York i Halifax. Poc després, les naus U-881, U-889 i U-1229 també van rebre ordres d'ocupar posicions entre Nova York i el Cap Hatteras. Els aliats van ser capaços de desencriptar els senyals de ràdio que dirigien aquests desplegaments, cosa que va incrementar la por que els americans intentessin atacar ciutats americanes.
El primer encontre amb un U-boot es va produir el 23 d'abril quan un avió Grumman TBF Avenger va albirar l'U-881 a un centenar de kilòmetres al nord-oest del Bogue al voltant de la mitjanit. L'avió va llençar càrregues de profunditat però no va aconseguir danyar significativament el submarí. Aquest va ser el primer atac aeri de l'operació. L'endemà l'U-546 va albirar el Core i va maniobrar per atacar-lo. Després de descobrir que havien estat detectats, el Kapitänleutnant Paul Just, va llençar un torpede G7e a una distància d'uns 600 m. del portaavions, que va impactar al motor davanter a les 08:35. La nau es va enfonsar cinc minuts més tard morint 126 dels 192 tripulants. Vuit destructors d'escorta van perseguir l'U-546 durant 10 hores abans que l'USS-Flaherty el va danyar amb un eriçó, obligant-lo a pujar a la superfície. El submarí finalment es va enfonsar després de rebre més impactes, però el Kapitänleutnant Just i 32 tripulants van sobreviure i van ser fets presoners.

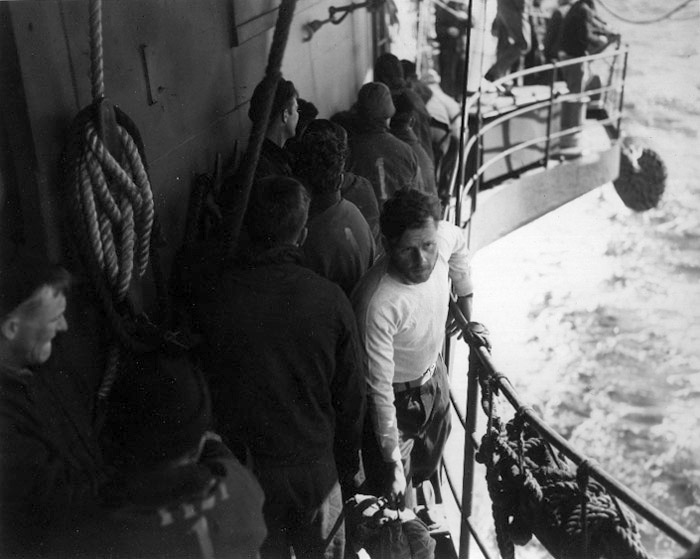
El Kapitänleutnant Paul Just a bord del Bogue després de ser rescatat.

Alguns dels supervivents de l'U-546 van ser maltractats en un intent de forçar-los a rebel·lar-se si els submarins que es dirigien als Estats Units portaven míssils. Després de breus interrogatoris a bord del Bogue, els supervivents van ser traslladats a la base militar d'Argentia, on van arribar el 27 d'abril. Allà van ser interrogats de nou i s'identificà vuit especialistes que es van separar de la resta del grup que s'envià a un camp amb altres presoners de guerra. Els especialistes van ser aïllats i sotmesos a tècniques d'«interrogació de xoc», un eufemisme per a les tortures que incloïen pallisses i exercicis físics esgotadors. El 30 d'abril, el Kapitänleutnant Just va aportar breus informacions sobre la composició i la missió del Grup Llop de Mar després d'un segon interrogatori en què es va desplomar inconscient. Malgrat això, finalment no es va poder aclarir si els submarins portaven míssils. Els vuit especialistes van ser transferits a Fort Hunt poc després del Dia de la Victòria a Europa on van continuar essent maltractats fins que Just acceptà escriure un informe complet sobre la història de l'U-546 el 12 de maig. L'historiador Philip K. Lundeberg ha escrit que les pallisses i tortures sofertes pels supervivents de l'U-546 van tenir una «atrocitat singular» motivada per la voluntat dels interrogadors d'extreure ràpidament informació sobre potencials atacs amb míssils.
La Segona Força de Barrera va posar rumb en direcció sud-oest el 24 d'abril, buscant els U-boot que quedaven. L'USS Swenning va detectar amb el radar amb un submarí el mateix dia, però es va escapar abans que fos localitzat. Després d'una setmana de cerca al sud dels Bancs de Terranova, el grup se separà en dos el dia 2 de maig per facilitar la tasca. El grup del Mission Bay es va sumar a l'expedició, aportant tres portaavions d'escorta i 31 destructors d'escorta.
L'U-881 va ser el cinquè i últim U-boot enfonsat durant l'Operació Llàgrima, el 5 de maig. La nau va ser detectada mentre intentava passar submergida a través de la barrera poc abans de l'alba. El destructor immediatament va llençar càrregues de profunditat que van enfonsar el submarí, matant tots els tripulants a les 06:15h. L'U-881 va ser el darrer submarí alemany enfonsat durant la guerra.
La Segona Força de Barrera va establir la seva posició final al voltant del 60è meridià el dia 7 de maig. Després de la rendició alemanya aquest mateix dia, van acceptar la rendició de l'U-234, de l'U-805, de l'U-858 i de l'U-1228 abans de tornar a la seva base.

## Conseqüències

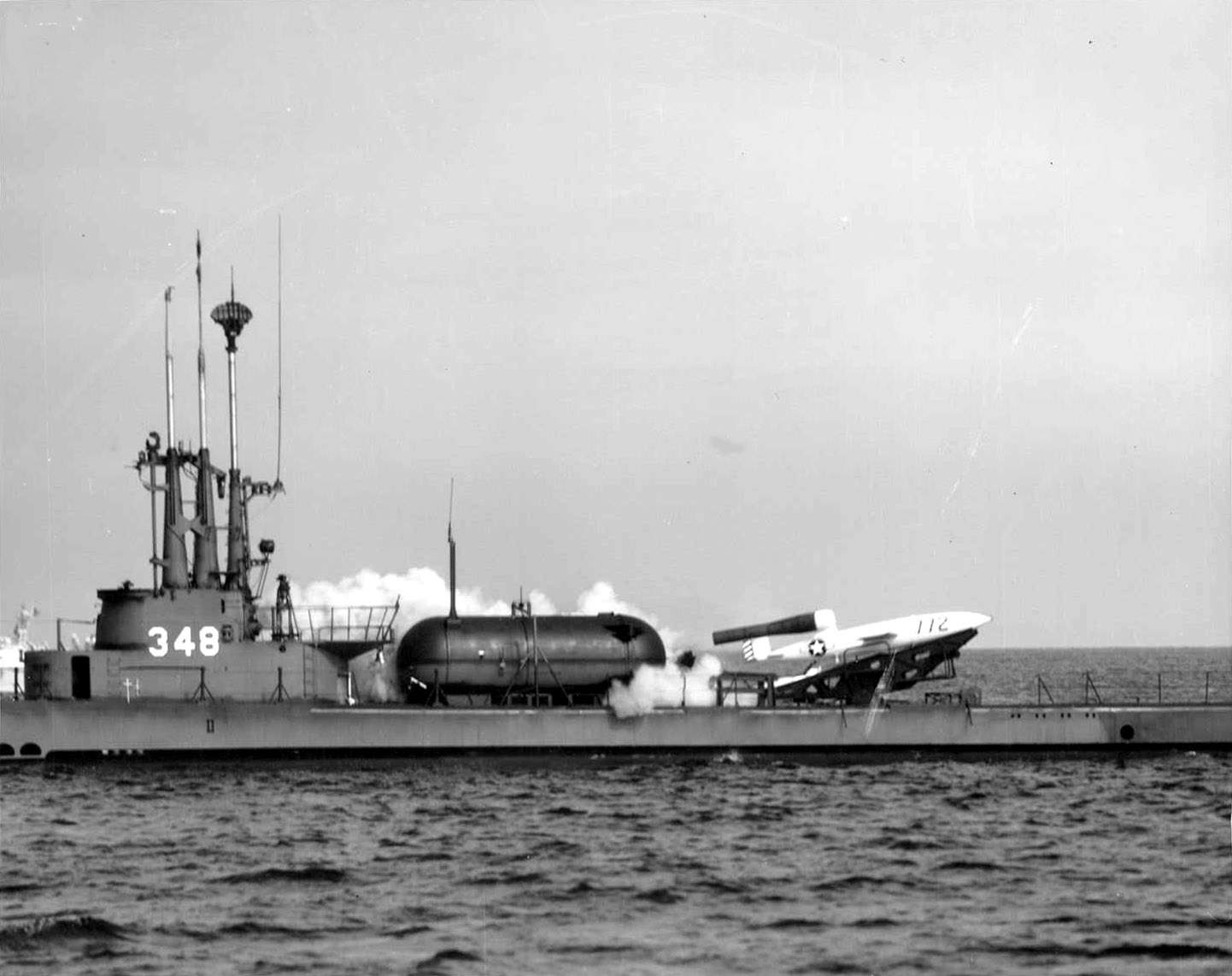
Llançament d'un míssil Loon des de l'USS Cusk el 1951

Després de la rendició alemanya la Marina dels Estats Units va mantenir els seus esforços per determinar si els U-Boot portaven míssils. Les tripulacions de l'U-805 i l'U-858 van ser interrogades per confirmar que les seves naus no portaven equipament de llançament de míssils. El Kapitänleutnant Fritz Steinhoff que havia comandat l'U-511 durant les proves amb coets i que havia estat capturat després de rendir l'U-873, va ser sotmès a tècniques abusives d'interrogatori a Portsmouth. Poc després se suïcidà mentre era reclòs en una presó a Boston, provocant que la marina investigués aquests interrogatoris. Un dels interrogadors va admetre haver-lo colpejat i es rumorejà que poc abans de morir havia tornat d'un interrogatori amb la cara visiblement ensangonada. No és clar si els aliats van arribar a conèixer la relació de Steinhoff's amb els assajos amb coets.
Diversos oficials de la marina van avaluar les tàctiques utilitzades en l'Operació Llàgrima després de la guerra. Els escortes aeris dels destructors estaven decebuts, ja que la seva habilitat per detectar els submarins es va veure molt limitada pel mal temps. Malgrat això, els avions van tenir èxit en forçar que els U-boot s'haguessin de mantenir submergits, reduint la seva velocitat. No obstant això l'historiador i consultor militar Philip K. Lundeberg va qualificar l'operació com "una demostració clàssica no només de les tàctiques coordinades de caça, derivades en part de l'experiència britànica, sinó també del profund impacte de la intel·ligència en les comunicacions per impedir el trànsit de submarins en les zones de patrulla". De la mateixa manera els britànics asseveren que les seves actuacions d'intel·ligència en el desencriptament i intercepció de comunicacions alemanyes van contribuir en "virtualment tots" els enfonsaments de submarins de l'Operació Llàgrima.
La marina va utilitzar una variant del V-1 per provar la possibilitat de llençar míssils de creuer des de submarins en els anys posteriors a la guerra. Les naus USS-Cusk i USS-Carbonero van llençar amb èxit míssils Loon en unes maniobres el febrer de 1947. Després d'aquests, en els anys següents es van desenvolupar diversos prototips de míssils que podien ser disparats des de submarins. Aquests tests van demostrar que hauria estat tècnicament possible que els alemanys haguessin arribat a desenvolupar armes similars si la guerra hagués durat més.